# Cúmulo globular M3
El Cúmulo globular M3 (también conocido como Objeto Messier 3, Messier 3, M3 o NGC 5272), se encuentra en la constelación de Canes Venatici.
Fue descubierto por el astrónomo francés Charles Messier en 1764.
Durante el siglo XVIII William Herschel estudió el cúmulo con su gran reflector encontrándolo formado por miles de estrellas, entre la magnitud 13 y la 16, que se apiñaban en su centro. Lord Rosse, con su gran telescopio reflector, pudo notar las alineaciones de estrellas más externas (las famosas patas de araña formadas por alineaciones estelares, también muy notorias en M13) así como localizar algunos pequeños manchones o parches oscuros, aglomeraciones de polvo situados delante del cúmulo (más próximos a la Tierra), proyectados sobre el cuerpo de estrellas.
Este cúmulo es uno de los más grandes y brillantes: según cálculos recientes se compone de alrededor de 500.000 estrellas, aunque su masa es próxima a las 800.000 masas solares (ello se debe a que una parte de sus estrellas no son visibles ni con grandes telescopios, por haberse transformado en estrellas del tipo enana blanca y estrellas de neutrones).
Su velocidad radial es igual a -147.1 km/s: se aproxima a la Tierra a más de 529.500 km/h, combinación de su movimiento orbital alrededor del núcleo de la Vía Láctea y el del propio Sol. Situado a la distancia del cúmulo nuestra estrella diurna luciría con magnitud 22.5ª aproximadamente, siendo invisible salvo para telescopios profesionales.
Se encuentra a unos 33.900 años luz de la Tierra. M3 tiene una magnitud aparente de 6,2, siendo visible a ojo desnudo con buenas condiciones meteorológicas en noches de Luna nueva
Visto con un telescopio modesto, el cúmulo se observa con gran detalle como una "bola de nieve", en donde cada gránulo es una de sus débiles componentes (del tipo gigante roja); a partir de los 150-200 mm de abertura es factible resolver sus componentes más externas.
Contiene 274 estrellas variables del tipo RR Lyrae y Cefeida, además de algunas gigantes rojas de largo período; las primeras fueron descubiertas fotográficamente en 1895 por Pickering y Bailey, desde Estados Unidos. Entre sus astros más brillantes está V154, una estrella variable Cefeida, subtipo W Virginis, que oscila entre las magnitudes 12.1 y 13.7 (en banda V) con un período de 15.2842 días: es asequible a equipos de aficionados dotados de cámara CCD. Las estrellas RR Lyrae presentan brillos que están situados próximos a la 15.5 magnitud.
Entre sus variables más brillante, del tipo gigante roja, el aficionado puede observar a V95 (magnitud 12.36), que pulsa con un período de 102 días o V225 (magnitud 12.73) que varía en 73 días. 